# Artonne
Artonne är en kommun i departementet Puy-de-Dôme i regionen Auvergne-Rhône-Alpes i centrala Frankrike. Kommunen ligger i kantonen Aigueperse som tillhör arrondissementet Riom. År 2022 hade Artonne 923 invånare.

## Befolkningsutveckling
Antalet invånare i kommunen Artonne
| Referens: INSEE |